# Prîkmîșce, Horodenka
Prîkmîșce (în ucraineană Прикмище) este un sat în comuna Rosohaci din raionul Horodenka, regiunea Ivano-Frankivsk, Ucraina.

## Demografie
Componența lingvistică a localității Prîkmîșce
     Ucraineană (99,65%)
     Alte limbi (0,35%)
Conform recensământului din 2001, majoritatea populației localității Prîkmîșce era vorbitoare de ucraineană (99,65%), existând în minoritate și vorbitori de alte limbi.